# Kyrios (teologia)
Kyrios (gr. Κυριος, hebr. Adonai) albo Pan – tytuł chrystologiczny pochodzenia biblijnego stosowany w tekstach Nowego Testamentu do Jezusa Chrystusa tak samo, jak w odniesieniu do Boga Ojca.

## Stary Testament
Analiza tekstów Starego Testamentu ukazuje fakt, że określenia tego używano nie tylko jako tytułu królewskiego, lecz także jako tytułu Bożego (Adonai=Kyrios). Bóg jest ukazany jako Pan panów, ponieważ jest Bogiem bogów (Pwt 10,17; Ps 136,3).
Kiedy w czytaniach liturgicznych z szacunku przestano wymawiać na głos Imię Boże JHWH, zostało ono zastąpione przez Adonai. Był to bez wątpienia powód dla którego w młodszych kopiach Septuaginty (LXX), greckiego przekładu Biblii hebrajskiej, Kyrios użyto w miejsce imienia JHWH, jako ekwiwalentu Adonai.    

## Nowy Testament
Tytuł Pan przysługujący w Starym Testamencie samemu Jahwe, w Nowym Testamencie został przypisany także Jezusowi Chrystusowi ukrzyżowanemu i zmartwychwstałemu (por. 1 Kor 2, 8). Przywoływane przez proroków i księgi prorockie „Słowo Pana” lub Słowo Jahwe, w Dziejach Apostolskich i w listach Pawłowych stało się słowem Jezusa Chrystusa jako Pana: 1 Tes 1,8; zob. 2 Tes 3, 1; Dz 8,25; 12,24; 19.10.20. W rozumieniu Pawła także obietnice zbawcze proroka Joela, który mówił o zbawieniu dla każdego „kto wezwie imienia Pańskiego” (Jl 3,5) wypełniło się we wzywaniu imienia Jezusa jako Pana:

Do Kościoła Bożego w Koryncie, do tych, którzy zostali uświęceni w Jezusie Chrystusie i powołani do świętości wespół ze wszystkimi, którzy na każdym miejscu wzywają imienia Pana naszego Jezusa Chrystusa, ich i naszego [Pana] (1 Kor 1,2, przekł. BT).

Tytuł „Pan-Kyrios” można odnaleźć już w Kościele apostolskim, np. w pierwotnym, przedpawłowym wyznaniu wiary, cytowanym przez apostoła Pawła w Liście do Rzymian:

Jeżeli więc ustami swoimi wyznasz, że Jezus jest Panem, i w sercu swoim uwierzysz, że Bóg Go wskrzesił z martwych - osiągniesz zbawienie. (Rz 10,9).

Tytuł pan (grec. kyrios) w Nowym Testamencie ma wiele znaczeń, używano go także w odniesieniu do ludzi, którzy stali wyżej w hierarchii społecznej (np: Mt 27,63, Mt 13,27, J 12,21).
W chrześcijańskich pismach biblijnych można odnaleźć następujące znaczenia:
1. sposób zwracania się do innych z szacunkiem: np. Mt 21,30; 25,11; 27,63; J 4, 11: 12,21; Dz 16, 30
2. sposób zwracania się do rabinów-nauczycieli: Mt 8,25; zob. Mt 17,15; Mk 4,38; 9,17
3. podkreślenie autorytetu osoby, do której się zwracano, uznanie mocy tej osoby: Mt 8,25
4. oznaczenie właściciela majątku ziemskiego: Mk 12,9; Łk 19,33. A także właściciela niewolników: Łk 12, 42-47; Ef 6, 5; Kol 4, 1.
5. Tytuł władców nadających swojemu panowaniu boski autorytet i odbierających niekiedy cześć boską: Mt 27,63; Dz 25,26.
6. nazwa bogów pogańskich: 1 Kor 8,5.
7. Tytuł Boga: np. Mt 5,33; 11,25; Mk 12,29-30; Dz 2,39; 4,26; Rz 4,6-8; 11,2-4, jak również Jezusa np.: Mk 12,36-37; Łk 19,31; J 13, 13-14; Flp 2,11; Ap 22,20-21[4].

### Listy Pawłowe
Paweł Apostoł użył tego tytułu w swych listach ok. dwustu trzydziestu razy, m.in. w swych pozdrowieniach: „łaska wam i pokój od Boga, Ojca naszego, i Pana Jezusa Chrystusa” (Rz 1, 7), stawiając Jezusa na tej samej płaszczyźnie co Jahwe. Paweł nazywał Jezusa bądź „Panem”, bądź „Synem Bożym”, tytuł „Boga” rezerwując dla Ojca.

#### Jezus jako Pan w Dniu Bożym
W Pierwszym Liście do Tesaloniczan, najwcześniejszym piśmie nowo testamentalnym (ok. 50 r.), Paweł użył tytułu kyrios dwadzieścia cztery razy, głównie w eschatologicznym kontekście ponownego przyjścia Jezusa w Dniu Pańskim (por. 1 Tes 4,13—5,3; 2, 19; 3, 13).
Funkcja, która w Dniu Sądu w myśl Starego Testamentu przysługiwała samemu Bogu, w nauczaniu Apostoła została przypisana Jezusowi-Panu. Według pism Izraela Bóg miał dokonać decydującego osądu Narodu wybranego w Dniu Jahwe (Jr 17, 16-18; Am 5, 18--20; 8, 9-10; Ez 7, 1-27; So 1, 14-18; Jl 2, 1-2). Sąd miał dotyczyć także innych państw, np. Babilonu (Iz 13, 6, 9), Egiptu (Ez 30,3). Według Izajasza, w Dniu pańskim miał się dokonać sąd Boży nad grzesznikami i w ten sposób Bóg, jako Pan, miał objawić swą Boską chwałę (Iz 2,11-12). Według Jeremiasza i późniejszych proroków, „Dzień pański” miał być połączony z wojną i ostatecznym zwycięstwem nad złoczyńcami. Miał wybawić sprawiedliwych i przynieść odnowę Izraelowi (Jr 30,5-9; Za 14,1—21; Ml 3, 13-4, 3).
Listy Pawłowe, podobnie jak inne pisma Nowego Testamentu, są świadkiem  utożsamieniaDnia pańskiego z paruzją Chrystusa, czyli ostatecznym Jego przyjściem (1 Tes 5,2), z dniem „Pana naszego, Jezusa Chrystusa” (1 Kor 1,8; 5,5; 2 Kor 1,14; Flp 1,6.10; 2,16). Podmiotem sądu, tym który będzie sprawował sąd Boży jest według Nowego Testamentu Chrystus-Pan.

#### Jezus Chrystus-Pan jako przedmiot przykazania Szema
Tytuł kyrios spotykamy także w Pawłowym rozszerzeniu staro testamentalnego przykazania, będącego wyznaniem monoteistycznej wiary w jedynego Boga: „Słuchaj Izraelu... Pan jest Bogiem jedynym” (hebr. Szema Israel, Pwt 6, 4—5). Apostoł, nauczając wiernych w Koryncie, postawił Jezusa obok Boga Ojca. Przykazanie miłości Boga, które w Starym Testamencie, dotyczyło Boga objawionego Izraelowi za pośrednictwem Mojżesza na Synaju, rozumiał jako będące także przykazaniem miłości Jezusa:

...Dla nas istnieje tylko jeden Bóg, Ojciec, od którego wszystko pochodzi i dla którego my istniejemy, oraz jeden Pan, Jezus Chrystus, przez którego wszystko się stało i dzięki któremu także my jesteśmy (1 Kor 8,6, por. 1 Tm 2,5)

W tym stwierdzeniu, Paweł, nie utożsamiając ich, uwypuklił jedność Kyriosa z Bogiem: wszystko  co istnieje, pochodzi „od” jednego Boga i stało się „przez” jednego Pana. Przypisał im różne role: Bóg Ojciec jest początkiem, Jezus Chrystus, jako Pan jest pośrednikiem, przez którego wszystko istnieje.  

#### Przedpawłowe fragmenty w Listach Pawła
Tytuł Kyrios występuje we fragmentach listów Pawłowych, które pochodzą z tradycji przed Pawłowej, np. Rz 10,9; 1 Kor 12,3; Flp 2, 11. Znajduje się także – w brzmieniu aramejskim – w pierwotnym wezwaniu do Chrystusa: Marana tha! - Panie nasz, przyjdź! (1 Kor 16,22; por. Ap 22,20). To że Paweł przekazał wspólnocie w Koryncie tę jedną z najstarszych,należącą do chrześcijaństwa palestyńskiego modlitw chrześcijańskich, świadczy że swoje rozumienie Jezusa jako Pana-Kyriosa przejął stamtąd, a nie z hellenizmu.

#### Jezus Chrystus-Pan wypełnieniem proroctw Starego Testamentu
W listach Św. Pawła znajdujemy trzy fragmenty Starego Testamentu, nazywające Boga Panem, które przez Apostoła zostają odniesione do Chrystusa, znajdują w nim wypełnienie: 
1. List do Rzymian 10, 13 →  Księga Joela 2,32;
2. List do Filipian 2, 10-11 → Księga Izajasza 45, 23-24
3. List do Hebrajczyków 1, 10-12 → Psalm 102, 25-27.

### Inne pisma nowo testamentalne

#### Paruzja i Sąd
W innych pismach Nowego Testamentu dzień Sądu Ostatecznego łączy Boga i Chrystusa-Pana do tego stopnia, że w tym kontekście mówią o nich wymiennie. Podobnie jak w Listach Pawłowych, również w listach św. Piotra „Dzień Pański”, czyli dzień przyjścia Pana Jezusa Chrystusa (2 P 3,10), jest utożsamiony z „dniem Bożym” (2 P 3,12). Ewangelie używają tytułu Syna Człowieczego, nawiązującego do wizji z Księgi Daniela 7,13: dzień Syna Człowieczego (Łk 17,24,30; zob. Mt 24,42-44) Odnosząc starotestamentowe określenia „Pana” i „dnia Pańskiego” do Chrystusa i poprzez interpretację Chrystusa w kategoriach starotestamentowego Boga, Nowy Testament stawia Go w Jego bycie i działaniu na równi z Bogiem. Cechę Boga jako Pana historii wyrażało w Deutero-lzajasza, nazywanie Jahwe „pierwszym i ostatnim” (Iz 41,4; 44,6; 48,12). Księga Apokalipsy przejęła ten sposób mówienia, nazywając Boga Ojca „Alfą i Omegą” (Ap 1,8; 21,6) i jednocześnie utożsamiła Chrystusa z „Pierwszym i Ostatnim” (Ap 1,17; 2,8). W ostatnim rozdziale przytacza Jego słowa: „Ja jestem Alfa i Omega, Pierwszy i Ostatni, Początek i Koniec” (Ap 22,13).
Na początku Apokalipsy opisana jest wizja św. Jana zmartwychwstałego i wywyższonego Chrystusa (Ap 1, 9-20), zjednoczonego z Bogiem. Chrystus jest ukazany jako „podobny do Syna Człowieczego” (Ap 1,13), co jest bezpośrednim odniesieniem do wizji Dn 7, 13. Co więcej, Jezus ma włosy „białe jak biała wełna, jak śnieg” (Ap 1, 14) – tak  wizji Księgi Daniela opisany jest sam Bóg jako Przedwieczny (Dn 7,9). Według interpretacji Geralda O'Collinsa, obraz z Apokalipsy jest wymownym świadectwem, że tytuł Chrystusa Pan, odnosi do jego osoby to co w Starym Testamencie odnosiło się do samego Boga Sędziego i Stwórcy: 

Kiedy wywyższony Chrystus nazywa siebie „Pierwszym i Ostatnim” (Ap 1,17), wysuwa takie samo roszczenie jak Pan Bóg w Apokalipsie 1, 8. Chrystus jest nie tylko Panem historii i eschatologicznym sędzią („Ostatnim”), ale również Stwórcą wszechrzeczy („Pierwszym” w metaforyce Deutero-Izajasza)

Takie rozumienie Chrystusa jako Pana odnaleźć można w Liście do Hebrajczyków Hbr 1, 10-12, gdzie cytowany jest Psalm 102,25-27 – hymn pochwalny ku czci wiecznego Boga i Stwórcy – jako odnoszący się do Chrystusa:

Ty, Panie, na początku osadziłeś ziemią, dziełem tez rąk Twoich są niebiosa. One przeminą ale Ty zostaniesz, i wszystko jak szata się zestarzeje, i jak płaszcz je zwiniesz, jak odzienie, i odmienia się. Ty zaś jesteś Ten sam, a Twoje lata się nie skończą.

Chrystus postawiony jest przez autora na równi z Jahwe („Panem”). Wszystkie te miejsca, w których synonim Bożego imienia jest przypisany wprost Chrystusowi wskazują na całkowite bycie Jezusa jedno z Bogiem, na to, że jest On równy Bogu Ojcu w istocie i działaniu.

#### Psalm 110 w interpretacji nowo testamentalnej
Sam Jezus, komentując Psalm 110,1, chciał by ten tekst rozumiano w odniesieniu do Jego Osoby, że chociaż był synem Dawida, był od niego kimś wyższym i istniał przed nim (Mt 22,43nn; por. Łk 1,43; 2,11). Podobnie ten psalm wyjaśniał św. Piotr w swym nauczaniu w dniu Pięćdziesiątnicy:

Bo Dawid nie wstąpił do nieba, a jednak powiada: Rzekł Pan do Pana mego: Siądź po prawicy mojej, aż położę nieprzyjaciół Twoich podnóżkiem stóp Twoich. Niech więc cały dom Izraela wie z niewzruszoną pewnością, że tego Jezusa, którego wyście ukrzyżowali, uczynił Bóg i Panem, i Mesjaszem (Dzieje Apostolskie 2,34nn; przekł. BT).

#### Zbawcze znaczenie tytułu Pan w wyznaniu Tomasza
Wyznanie Tomasza o Jezusie jako Panu: „Pan mój i Bóg mój!” zostało umieszczone na końcu Ewangelii św. Jana i opatrzone komentarzem mówiącym o celu jej napisania: „Te zaś zapisano, abyście wierzyli, że Jezus jest Mesjaszem, Synem Bożym, i abyście wierząc mieli życie w imię Jego”. Według zamierzenia ewangelisty Jana, opowiedzenie o tym spotkaniu ze Zmartwychwstałym miało ukazać, że wiara chrześcijańska w Syna Bożego zawiera w sobie wiarę w boskość Jezusa. Przesłanie to jest wyrażone także na początku Ewangelii: „Bogiem było Słowo” (J 1,1) spinając jakby klamrą cały tekst. W słowach Tomasza, tytuł Pan został połączony z tytułem Bóg. To połączenie nie jest  odosobnione w pismach Nowego Testamentu. W Dziejach Apostolskich 2,21 przytoczone jest zdanie św. Piotra, wyjaśniającego cud Zesłania Ducha Świętego, w którym przypisuje on Chrystusowi to, co w proroctwie Joela 3,5 odnosiło się do Boga: „Każdy, kto wezwie imienia Pańskiego będzie zbawiony”. Piotr zakończył swe przepowiadanie, ukazując, że Pan-Kyrios odnosi się do Jezusa: „Niech więc cały dom Izraela wie z niewzruszoną pewnością, że tego Jezusa, którego wyście ukrzyżowali, uczynił Bóg i Panem, i Mesjaszem”. Konsekwentnie, wezwał zebranych do  przyjęcia zbawienia od grzechów przez przyjęcie chrztu w „imię Jezusa Chrystusa na odpuszczenie grzechów” (Dz 2,38).